# South Leigh
South Leigh is een civil parish in het bestuurlijke gebied West Oxfordshire, in het Engelse graafschap Oxfordshire met 336 inwoners.

## Geboren
- James B. Francis (1815-1892), Amerikaans ingenieur en de uitvinder van de Francisturbine.

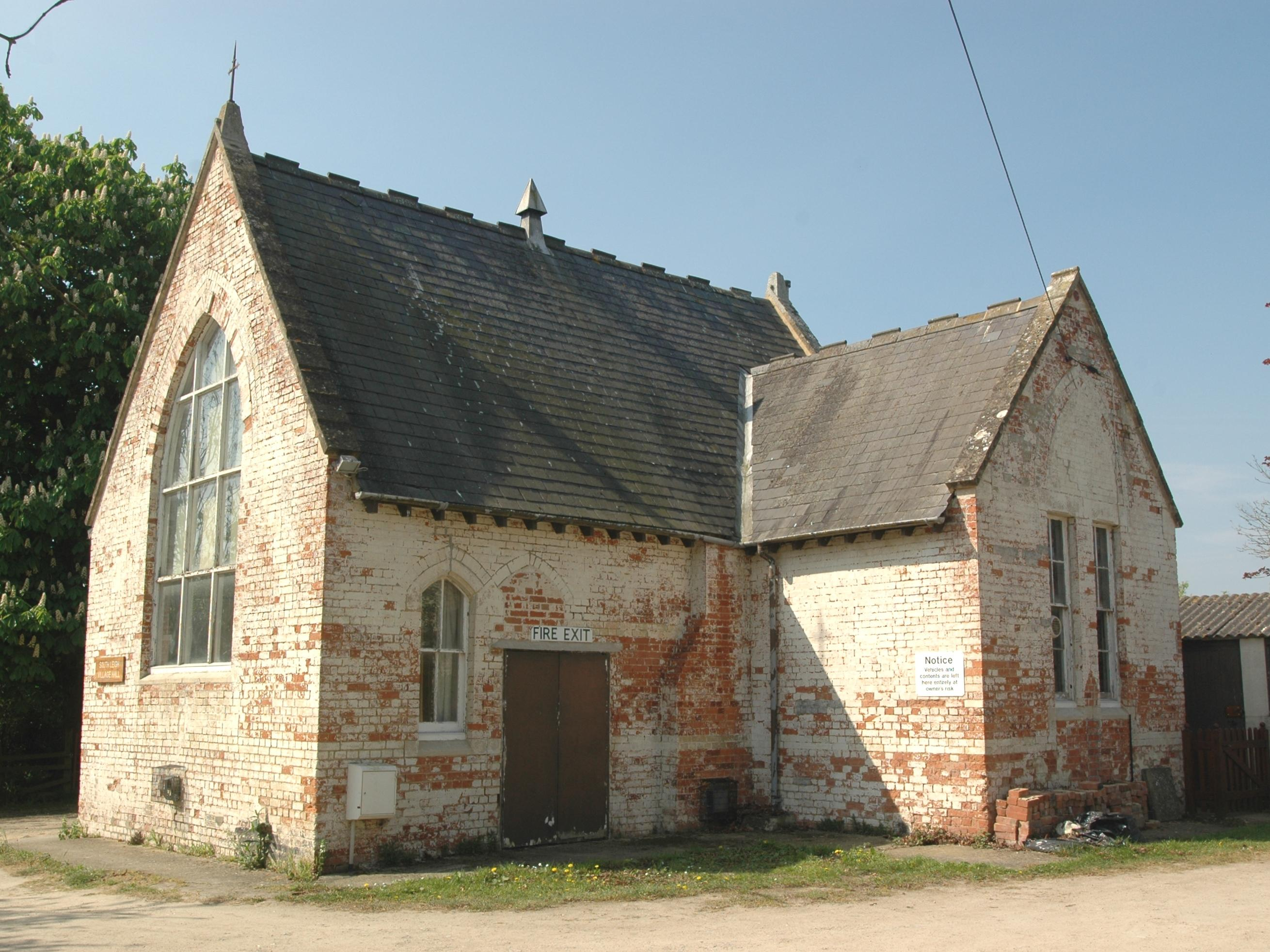
Village Hall